# Xoanodera alia
Xoanodera alia là một loài bọ cánh cứng trong họ Cerambycidae.